# 巴比妥
巴比妥（英語：barbital）又称巴比通（barbitone）是第一个商品化的巴比妥类药物，其最早的纯酸商品名为佛罗拿（Veronal），最早的钠盐商品名为麦地那（Medinal）。
1903年至1950年代中叶，巴比妥被用作安眠藥。巴比妥的化学名为二乙基丙二酰脲（diethylmalonylurea；DEMU）或二乙基巴比妥酸。在乙醇钠的存在下，用2,2-二乙基取代的丙二酸酯与尿素发生反应，或者在丙二酰脲的银盐中加入碘乙烷，都可以制得佛罗拿。巴比妥是一种无臭，微苦的白色晶状粉末。

## 生理傷害性

### 毒性比較
資料來自權威醫學期刊：The Lancet關於常見管制藥品其傷害性及成癮性比較，包括煙、酒。数据为从业专家打分平均。

## 合成历史
巴比妥最早在1902年由德国化学家Emil Fischer和Josef, Baron von Mering合成。它们这一发现最早于1903年发表。1904年拜耳公司将巴比妥的商品名定为“佛罗拿”。Schering公司后来将巴比妥钠（巴比妥的一种可溶盐）以“Medinal”的商品名出售，并称它主治“神经兴奋引起的失眠”。它通常以胶囊的形式出售。建议剂量为10至15格令（0.65至0.97克），致死剂量为3.5至4.4克。不过也有用药不当以致昏睡长达十天之久后来又恢复过来的案例。

## 药理学
人们认为巴比妥比起过去的催眠药要好得多。它虽仍有微苦，但是已经比过去普遍使用的溴化物的强烈而令人不快的味道要好得多。另外，它的副作用少，而且建议剂量远低于致死剂量。不过，长期使用巴比妥可能会引起藥物耐受性，使用者不得不加大用量来达到相同的藥效。已经有不少使用者因此过量用药，并达到致命的水平。